# Рамирики
Рамирики (исп. Ramiriquí) — город и муниципалитет в центральной части Колумбии, на территории департамента Бояка. Входит в состав провинции Маркес.

## История
Поселение, из которого позднее вырос город, было основано в 1541 году.

## Географическое положение

Муниципалитет Рамирики

Город расположен в центральной части департамента, в гористой местности Восточной Кордильеры, к востоку от реки Хенесано, на расстоянии приблизительно 12 километров к юго-юго-востоку (SSE) от города Тунха, административного центра департамента. Абсолютная высота — 2308 метров над уровнем моря.
Муниципалитет Рамирики граничит на севере с территорией муниципалитета Сорака, на северо-востоке — с муниципалитетом Сьенега, на востоке — с муниципалитетом Рондон, на юго-востоке — с муниципалитетом Сетакира, на юго-западе и юге — с муниципалитетом Чинавита, на западе — с муниципалитетами Тибана и Хенесано, на северо-западе — с муниципалитетом Бояка. Площадь муниципалитета составляет 146,5 км².

## Население
По данным Национального административного департамента статистики Колумбии, совокупная численность населения города и муниципалитета в 2015 году составляла 10 015 человек.
Динамика численности населения муниципалитета по годам:
| 2005   | 2006   | 2007   | 2008   | 2009   | 2010   | 2011   | 2012   | 2013   | 2014   | 2015   |
| ------ | ------ | ------ | ------ | ------ | ------ | ------ | ------ | ------ | ------ | ------ |
| 10 789 | 10 716 | 10 645 | 10 572 | 10 496 | 10 423 | 10 337 | 10 255 | 10 178 | 10 097 | 10 015 |

Согласно данным переписи 2005 года мужчины составляли 48,8 % от населения Рамирики, женщины — соответственно 51,2 %. В расовом отношении белые и метисы составляли 99,8 % от населения города; негры, мулаты и райсальцы — 0,2 %.
Уровень грамотности среди всего населения составлял 85,5 %.

## Экономика
Основу экономики Рамирики составляет сельское хозяйство.

57,1 % от общего числа городских и муниципальных предприятий составляют предприятия торговой сферы, 20,2 % — предприятия сферы обслуживания, 20,9 % — промышленные предприятия, 1,8 % — предприятия иных отраслей экономики.